# ミッション:インポッシブル/ファイナル・レコニング
『ミッション:インポッシブル/ファイナル・レコニング』（Mission: Impossible – The Final Reckoning）は、2025年のアメリカ合衆国のスパイ・アクション映画。クリストファー・マッカリーが監督を務め、エリック・ジェンドレセンと共同脚本、トム・クルーズとともに製作する『ミッション:インポッシブル』シリーズの第8作目であり最終作。
公開前の当初のタイトルは『Mission: Impossible – Dead Reckoning Part Two』であったが、最終的に現タイトルに変更された。
制作費は推定4億ドルで、 これまでに作られた中で最も高価な映画の1つである。
パラマウント・ピクチャーズによって2025年5月23日に米国で公開。

## ストーリー
AIプログラム「エンティティ」として知られる悪意ある人工知能のソースコードの鍵を回収してから2か月後、IMFエージェントでありチームのリーダー、イーサン・ハントとグレースは、かつてエンティティの主要な人間代理人であった因縁の敵・ガブリエルを追ってパーティーに潜入する。しかしガブリエルは逆に彼らを捕らえ、鍵をイーサンに奪われた為にエンティティに見捨てられたことを明かし、イーサンに「ラビット・フット」であることが判明したコア・モジュールを沈没したロシアの潜水艦セヴァストポリから回収するよう強要する。これにより、ガブリエルはエンティティのソースコードを制御できるようになり、イーサンにはできることが分かっていたからだが、イーサンは自殺をするふりをしてその危機を脱出する。ガブリエルのかつての副官であるパリスが連行されている所を、イーサンとグレースはIMFエージェントのベンジー・ダンが助けてだして、警護に付いていた以前イーサン逮捕の任務を負っていたCIAエージェントのドガにも協力を要請する。彼らはガブリエルがエンティティと交信するために使用した装置を発見、それはイーサンに来たるべき核による終末のビジョンを示す。イーサンは、エンティティが物理的に生き残るためには南アフリカの安全なデジタルバンカーにアクセスする必要があることに気付く。
イーサンはチームを派遣してセヴァストポリの座標を捜索する一方、病気のルーサー・スティッケルと再会し、ガブリエルがロンドンに仕掛けた核兵器の解除にあたる。ルーサーは、ハードドライブにロードされたエンティティ用のマルウェア「ポイズン・ピル」を開発したが、ガブリエルに盗まれたことを明かす。ルーサーは自らを犠牲にして、通常爆弾の起爆装置の一つを先制的に作動させ、核爆弾を解除する。イーサンはアメリカ政府に投稿し、マウント・ウェザーに連れて行かれ、エンティティによる世界の核システムへの支配力が高まっていることから、エリカ・スローン米大統領がイーサンに協力を要請する。エンティティが世界規模の攻撃を開始し次々と核保有国の兵器庫のコントロールを奪うなか、イーサンはCIA長官ユージーン・キトリッジの反対を押し切って、スローン大統領を説得し、72時間の猶予をもらって、潜水艦セヴァストポリの位置を特定し、コア・モジュールを回収する許可をもらう。
イーサンが北太平洋で航空母艦ジョージ・H・W・ブッシュに同乗し、沈没したセヴァストポリへの潜水を行う一方、グレース、ベンジー、パリス、ドガはセヴァストポリの沈没を検知したソナーアレイがあるベーリング海のセント・マシュー島へ向かう。彼らはそこで、数十年前にCIA本部へ侵入してデータを盗んだために、責任を取らされてこの島に追放された元CIA分析官ウィリアム・ドンローと出会う。ドンローはソナーの信号を認識した後、セヴァストポリの座標はデータに残さず、記憶していることを明かす。グレースとドンローの妻タペッサがロシアの特殊部隊から逃げようとして、ベンジーとパリスとドガが銃撃戦で食い止めている間、ドンローはイーサンとチームに座標を送信する。
イーサンは座標を受け取り、セヴァストポリへ潜水して「ポドコヴァ」モジュールを回収するが、誤って大陸棚で止まっていたセヴァストポリの残骸を海底に滑り落ちさせてしまう。空気供給が途絶え、間一髪で難を逃れたイーサンは浮上中に溺死するが、グレースとタペサによってポータブル減圧室で蘇生される。IMFチームと再会したイーサンは彼らにポドコヴァにポイズン・ピルを差し込み、エンティティを騙して物理ドライブにダウンロードさせ、外界から隔離する計画を説明し、ガブリエルが既に南アフリカのバンカーでポイズン・ピルを持って待機しており、イーサンにモジュールを引き渡させることでエンティティを制御しようとしていると話す。
チームは南アフリカのバンカーに到着するが、そこはガブリエルと仲間以外誰もいない状態で放棄されていた。ガブリエルは時限式核兵器を露わにし、モジュールを要求する。イーサンは、ガブリエルがルーサーから奪ったマルウェアのポイズン・ピルをポドコヴァに差し込むこんで制御することに同意するが、エンティティの制御を米国政府に委ねたいCIA長官キトリッジが特殊部隊を率いて乗り込んできて、引き渡しが妨害する。ガブリエルの部下とCIAの特殊部隊との銃撃戦で核爆弾は起動し、ガブリエルはイーサンに追われることを承知で逃げる。パリスは重傷を負ったベンジーの緊急手術を行い、ベンジーはグレースにエンティティを捕らえるバンカーのシステムを再起動する手順を指導する。ルーサーと同様に、ドンローは起爆装置を先に作動させて爆発を阻止しようとするが、その前に解除を手伝ってくれてる
ドガと妻のタペッサが安全な場所に避難する為の10秒を計算して解体する。エンティティが世界の核兵器を完全に制御し、核戦争を阻止するために大統領に閣僚は核保有国の主要都市への先制攻撃を進言するが、大統領はイーサンがエンティティを止めてくれることに賭ける。複葉機で逃げるガブリエルを、イーサンは別の複葉機を奪って追跡し、空中でガブリエルの飛行機に乗り込む。ポイズン・ピルを奪われたガブリエルはコックピットから投げ出され、パラシュートを作動させようとて、尾翼に頭を打って死ぬ。
イーサンは2つ目のパラシュートを見つけ脱出、落下しながらポイズン・ピルをモジュールに差し込み、グレースは全ての核兵器が発射されようとしているなか、エンティティを物理ドライブにダウンロードして、エンティティに気付かれる0.1秒の間に取りだし、エンティティを世界のネットワークから外部に移動させることに成功する。
パラシュートで無事、降下したイーサンは、キトリッジおよびCIAのジャスパー・ブリッグスに発見される。キトリッジはイーサンがセヴァストポリの破壊されたモジュールを手渡したことに苛立ち、一方ジャスパーは実はイーサンの元チームリーダーであったジム・フェルプスの息子、ジム・フェルプス・ジュニアだったのだが、父親を裏切り者として暴露し殺害したイーサンと和解する。IMFチームはロンドンで再会し、グレースはエンティティを格納したドライブをイーサンに渡し、チームメンバーはそれぞれの道を歩む。

## 登場人物
イーサン・ハント
IMFエージェントでありチームのリーダー。
ベンジー・ダン
IMFテクニカルフィールドエージェントであり、イーサンのチームのメンバー。
ルーサー・スティッケル
IMFコンピュータ技術者。長年親友のイーサンと共にチームで行動している。
物語の中盤で退場するものの、イーサンがミッションを完遂する事を信じており、自身の用意したポイズン・ピルのデバイスにメッセージと共にある仕掛けを施す。
グレース
アブダビの空港で出会った泥棒。現在はIMFチームと共に行動している。
ウィリアム・ダンロー
CIAに勤務していたアナリスト。セキュリティを破られた失態によりセントマシュー島に左遷されそこでタペッサと出会い結婚した。『ミッション:インポッシブル』以来30年ぶりの登場。
ガブリエル
悪役で前作から引き続き登場。IMFエージェントとなる前からイーサンと深い因縁を持という間柄である。
前作で鍵の入手に失敗したことからエンティティに捨てられるが逆にエンティティを支配しようと動き出す。
パリス
ずば抜けた格闘能力を持つフランスの暗殺者。ガブリエルの仲間だったがエンティティの秘密を知り捨てられ、オーストリア政府に身柄を拘束され移送中にイーサン達に救われ行動を共にすることとなる。
ユージーン・キトリッジ
CIA長官。
ジャスパー・ブリッグス
イーサンを追うアメリカ諜報部員の男。
ドガ
ジャスパーのパートナー。
エリカ・スローン
6作目に登場した元CIA長官で現在はアメリカ合衆国大統領。世界の運命を左右するある決断を迫られることとなる。

## キャスト
| 役名                   | 俳優                               | 日本語吹替 |
| ---------------------- | ---------------------------------- | ---------- |
| イーサン・ハント       | トム・クルーズ                     | 森川智之   |
| グレース               | ヘイリー・アトウェル               | 園崎未恵   |
| ルーサー・スティッケル | ヴィング・レイムス                 | 手塚秀彰   |
| ベンジー・ダン         | サイモン・ペッグ                   | 根本泰彦   |
| ガブリエル             | イーサイ・モラレス                 | 津田健次郎 |
| パリス                 | ポム・クレメンティエフ             | 高梁りつ   |
| ユージーン・キトリッジ | ヘンリー・ツェニー                 | 江原正士   |
| サーリング国防長官     | ホルト・マッキャラニー             | 志村知幸   |
| ウォルターズ           | ジャネット・マクティア             | 伊沢磨紀   |
| シドニー将軍           | ニック・オファーマン               | 星野充昭   |
| ニーリー少将           | ハンナ・ワディンガム               | 藤本喜久子 |
| ブレッドソー艦長       | トラメル・ティルマン               | 福田賢二   |
| エリカ・スローン       | アンジェラ・バセット               | 高島雅羅   |
| ジャスパー・ブリッグス | シェー・ウィガム                   | 石住昭彦   |
| テオ・ドガ             | グレッグ・ターザン・デイヴィス     | 杉村憲司   |
| NRO代表                | チャールズ・パーネル               | 広瀬彰勇   |
| NSA代表                | マーク・ゲイティス                 | 小形満     |
| ウィリアム・ダンロー   | ロルフ・サクソン                   | 牛山茂     |
| タピーサ               | ルーシー・トゥルガルジュク         | 原語流用   |
| マリー                 | マリエラ・ガリガ                   | 台詞なし   |
| コディアク             | ケイティ・オブライアン             | 松平春香   |
| ピルズ                 | スティーブン・オヨン               | 峰晃弘     |
| コルツォフ隊長         | パシャ・D・リチニコフ              | 駒谷昌男   |
| バーディック大佐       | トミー・アール・ジェンキンス       |            |
| デンリンガー           | ケイリー・エルウィス（回想シーン） | 河本邦弘   |
| ソロモン・レーン       | ショーン・ハリス（声）             | 中尾隆聖   |
| エンティティ           |                                    | 早川毅     |

ヴァネッサ・カービー（吹替：広瀬アリス）は、当初は前作に引き続きホワイト・ウィドウ / アラナ・ミツソポリス役で出演する予定で、撮影にも参加していたが、最終的に出演シーンはカットされている。

## 製作

### 撮影
撮影は2022年3月に開始された。2023年のSAG-AFTRAストライキにより、7月に撮影は正式に中断された。その後、2024年3月に製作を再開したが、5月に潜水艦の故障により遅延が発生した。
2024年7月、サイモン・ペッグはインスタグラムで、自身の撮影が終了したことを明らかにしたが、キャストとスタッフは沈黙を守っている。2024年11月にハリウッド・レポーターがクルーズとパラマウントに語ったインタビューによると、撮影は終了し、現在はポストプロダクション中である。

### ポストプロダクション
2023年10月、映画のサブタイトルから『Dead Reckoning Part Two』が削除され、2024年11月に新しいサブタイトルが『The Final Reckoning』に決定した。

## 公開日
本作は日本で2025年5月17日、北米で2025年5月23日に公開される予定である。
当初は2022年8月5日に公開される予定であったが、新型コロナウイルスの影響により、2022年11月4日、2023年7月7日、2024年6月28日に複数回の公開日の延期がされた。
さらに2023年のSAG-AFTRAストライキの影響により、現在の公開日である2025年5月23日に延期された。
結果的に当初の2022年の公開予定から約3年遅れでの公開となった。
日本での公開日は当初は日米同時公開される予定であったが、最終的には北米よりも6日早い5月17日から先行上映される事が決定した。

## 今後の展開
2023年6月、マッカリーはファンダンゴに対し、『デッド・レコニング』と『ファイナル・レコニング』でシリーズが終わるわけではなく、今後の作品のアイデアを練っていると語った。2023年7月、『デッド・レコニング』の宣伝中、クルーズは、当初は両作品ともハリソン・フォードが70代後半までインディ・ジョーンズをうまく演じていたことを理由に、イーサン・ハント役でシリーズのさらなる映画に出演し続けることに興味があると表明した。
2025年5月、本作のニューヨーク・プレミアで、クルーズはハリウッド・レポーターの取材に対し、本作がシリーズの最終作であると語り、タイトルに『ファイナル・レコニング』と名付けられているのは理由がないわけではないと付け加えた。